# Park Narodowy Tortuguero
Park Narodowy Tortuguero – park narodowy położony w północno-wschodniej części Kostaryki.
Został założony w 1970 roku. Jego powierzchnia wynosi 18946 ha.
Park powstał dla ochrony żółwi (morskich zielonych, szylkretowych i skórzastych), które od lipca do października składają tu jaja. Oprócz żółwi zobaczyć tu można krowy morskie, iguany, małpy, krokodyle, dzikie koty, 300 gatunków ptaków i prawie 60 gatunków nietoperzy.
Teren ten składa się z rozległej aluwialnej równiny zalewowej, która powstała na skutek połączenia się delt rzek z ich meandrującymi korytami. Wybrzeże porośnięte jest lasami nadmorskimi z przewaga palmy kokosowej. W głębi lądu rozpościerają się bagniste dżungle, które poprzecinane są wstęgami rzecznych kanałów. Park całkowicie pozbawiony jest dróg kołowych, a transport odbywa się wyłącznie przy pomocy długich, motorowych czółen. Najwyższym szczytem parku jest Cerro Tortuguero (Szczyt Żółwia). Występują na nim liczne żaby.